# Cylloceria borealis
Cylloceria borealis är en stekelart som först beskrevs av Per Abraham Roman 1925.  Cylloceria borealis ingår i släktet Cylloceria och familjen brokparasitsteklar. Enligt den finländska rödlistan är arten sårbar i Finland. Arten är reproducerande i Sverige. Inga underarter finns listade i Catalogue of Life.